# مقاطعة كونتشو (تكساس)
مقاطعة كونتشو (بالإنجليزية: Concho  County)‏ هي إحدى المقاطعات في ولاية تكساس، الولايات المتحدة الأمريكية.

## مقاطعات مجاورة
- مقاطعة رونلز (تكساس)
- مقاطعة كولمان (تكساس)
- مقاطعة مككولوك (تكساس)[4]
- مقاطعة مينارد (تكساس)
- مقاطعة توم غرين (تكساس)[5]